# Leptopelis jordani
Leptopelis jordani és una espècie de granota de la família dels hiperòlids que viu a Angola. L'epítet Jordani és un reconeixement de l'entemòleg Karl Jordan.